# 林微音
林微音（1899年—1982年），笔名陈代，江苏苏州人，中国海派作家、诗人。

## 生平
原在上海任银行职员，1932年为帮助好友邵洵美，一度担任新月书店经理。1933年参与创立“绿社”和《诗篇》月刊，大力提倡唯美主义，“为艺术而人生”，他所创作的作品，也无不体现唯美主义的风格。
1933年，林微音与鲁迅发生过一场论战，被鲁迅咒骂为“讨伐军中最低能的一位”、“叭儿们中的一匹”。此外，诗人林徽因（原名“林徽音”）也由于与他姓名相似而被迫登报更名。 
林微音后来染上鸦片烟瘾，1949年以后失业。

## 著作
- 小说集《白蔷薇》，上海北新书局，1930年
- 小说集《舞》，上海新月书店，1931年
- 小说集《西泠的黄昏》，上海良友图书印刷公司，1933年
- 中篇小说《花厅夫人》，1934年；1989年上海书店再版
- 散文集《夜步抄》
- 散文集《阑珊吟》

## 外部連結
- 林微音其人其文 彭永強 《今天》文學雜志網絡版 （页面存档备份，存于）